# Třída Samarth
Třída Samarth je třída oceánských hlídkových lodí indické pobřežní stráže. Celkem bylo ve dvou skupinách objednáno 11 jednotek této třídy. Mezi jejich úkoly patří hlídkování, ochrana výhradní námořní ekonomické zóny země, hašení požárů, nebo mise SAR. Jsou to největší hlídkové lodě indické pobřežní stráže.

## Stavba
V květnu 2012 bylo objednáno šest jednotek této třídy. Třídu navrhla a staví indická loděnice Goa Shipyard Limited (GSL) ve Vasco da Gama. Všechna plavidla byla do služby přijata v letech 2015–2017. Dne 26. srpna 2016 byla objednána stavba dalších pěti plavidel. Dodány mají být do roku 2021.
Jednotky třídy Samarth:
| Jméno             | Založení kýlu      | Spuštěna           | Vstup do služby    | Status  |
| ----------------- | ------------------ | ------------------ | ------------------ | ------- |
| ICGS Samarth (11) | 28. září 2012      | 26. listopadu 2014 | 10. listopadu 2015 | aktivní |
| ICGS Shoor (12)   | 28. ledna 2013     | 21. března 2015    | 11. dubna 2016     | aktivní |
| ICGS Sarathi (14) | 11. října 2013     | 24. dubna 2015     | 9. září 2016       | aktivní |
| ICGS Shaunak (15) | 9. ledna 2014      | 27. listopadu 2015 | 21. února 2017     | aktivní |
| ICGS Shaurya (16) | 22. července 2014  | 5. května 2016     | 12. srpna 2017     | aktivní |
| ICGS Sujay (17)   | 8. června 2015     | 30. listopadu 2016 | 21. prosince 2017  | aktivní |
| ICGS Sachet (18)  | 20. března 2017    | 21. února 2019     | 15. května 2020    | aktivní |
| ICGS Sujeet (19)  | 29. září 2017      | 25. května 2019    | 15. prosince 2020  | aktivní |
| ICGS Sajag (20)   | 1. srpna 2018      | 14. listopadu 2019 | 29. května 2021    | aktivní |
| ICGS Sarthak (21) | 10. listopadu 2018 | 13. srpna 2020     | 28. října 2021     | aktivní |
| ICGS Saksham (22) | 10. června 2019    | 14. prosince 2020  | 16. března 2022    | aktivní |

## Konstrukce

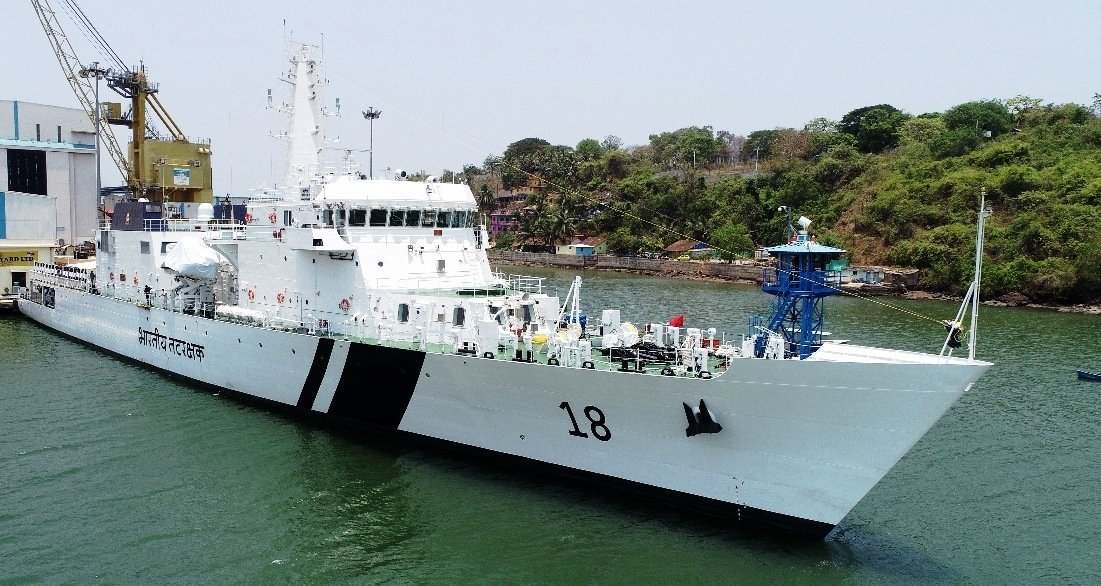
ICGS Sachet (18)

Plavidla nesou čtyři rychlé čluny. K manipulaci s nimi slouží dva jeřáby. Jsou vyzbrojena jedním 30mm kanónem CRN-91 s dosahem 4 km a dvěma 12,7mm kulomety. Na zádi se nachází přistávací plocha a hangár pro vrtulník (obvykle HAL Dhruv). Pohonný systém tvoří dva diesely MTU 20V 8000 M71L, každý o výkonu 9100 kW, pohánějící dva lodní šrouby se stavitelnými lopatkami. Nejvyšší rychlost dosahuje 24 uzlů. Dosah je 6500 námořních mil při ekonomické rychlosti 12 uzlů.